# Сера Рико
Сѐра Рико̀ (на италиански: Serra Riccò; на лигурски: a Særa, а Сера) е градче и община в Северна Италия, провинция Генуа, регион Лигурия. Разположено е на 187 m надморска височина. Населението на общината е 7946 души (към 2011 г.).